# Directions to See a Ghost
Directions to See a Ghost è il secondo album in studio del gruppo rock statunitense The Black Angels, pubblicato nel 2008 per la Light in the Attic.

## Tracce
1. You on the Run – 4:53
2. Doves – 4:29
3. Science Killer – 4:45
4. Mission District – 5:12
5. 18 Years – 5:25
6. Deer-Ree-Shee – 5:49
7. Never/Ever – 8:34
8. Vikings – 4:38
9. You in Color – 5:52
10. The Return – 4:31
11. Snake in the Grass – 16:13